# Hubneria decipiens
Hubneria decipiens är en tvåvingeart som beskrevs av Robineau-desvoidy 1863. Hubneria decipiens ingår i släktet Hubneria och familjen parasitflugor.
Artens utbredningsområde är Frankrike. Inga underarter finns listade i Catalogue of Life.